# Municipio de Victoria (Guanajuato)
El municipio de Victoria es uno de los 46 municipios del estado de Guanajuato, en México.

## Historia
El primer asentamiento de la época colonial estuvo a cargo de Nicolás de San Luis de Montañés, Fernando Tapia y Fray Juan de San Miguel, quienes fundaron el pueblo de San Juan Bautista de Xichú de Indios. Sin embargo, los chichimecas de la región se sublevan arrasando e incendiando la población.
En 1550 el virrey Don Luis de Velazco ordena la reconstrucción del pueblo. En 1580, mediante la cédula expedida por el Rey de España, se autoriza la fundación oficial de Xichú de Indios y se otorga el territorio a Don Alejo de Guzmán.
En 1847 se inicia una revuelta en el territorio de Sierra Gorda en contra del gobierno, la cual fue sofocada; como resultado del triunfo de las fuerzas gubernamentales, se cambió el nombre de la población, de Xichú de Indios a Victoria.

## Gobierno y política
Victoria es uno de los 46 municipios libres pertenecientes al estado de Guanajuato, cuya Constitución Política establece que:
"ARTÍCULO 106. El municipio libre, base de la división territorial del Estado y de su organización política y administrativa, es una institución de carácter público, constituida por una comunidad de personas, establecida en un territorio delimitado, con personalidad jurídica y patrimonio propio, autónomo en su gobierno interior y libre en la administración de su Hacienda."
"ARTÍCULO 107. Los municipios serán gobernados por un Ayuntamiento. La competencia de los ayuntamientos se ejercerá en forma exclusiva y no habrá ninguna autoridad intermedia entre los ayuntamientos y el gobierno del Estado."

## Geografía
El municipio de Victoria limita al norte con el estado de San Luis Potosí, al este con el municipio de Xichú, al sur con el municipio de Santa Catarina y con el municipio de Doctor Mora y, al oeste con el municipio de San Luis de la Paz. El área total del territorio municipal comprende 1050.188 kilómetros cuadrados, equivalentes al 3.42 % de la superficie total del estado de Guanajuato.
Se divide en 139 localidades; las más importantes son:
- Los Remedios,
- Rancho Viejo,
- Palmillas,
- Misión de Arnedo,
- Misión del Refugio,
- Milpillas,
- Malinto,
- Derramaderos,
- Cieneguilla,
- El Carmen y
- Álamos de Martínez.

En la comunidad de Los Remedios aun se conservan en su estado natural pinturas rupestres en este sitio se celebra el equinoccio de primavera.

### Escudo

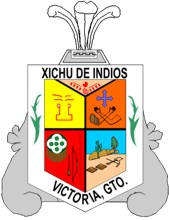
Escudo del municipio de Victoria, Guanajuato en México

El escudo de armas es cuartelado, con una triangulación en su parte superior; en dicho triángulo se encuentra un águila chichimeca, símbolo de honradez, valentía y nobleza.  En el cuartel superior izquierdo aparece un símbolo que significa el fuego del lugar sobre el campo amarillo, como un icono de la luz.  En el cuartel inferior izquierdo, presenta un pendón, un arco y una flecha sobre el color rojo, simbolizando la presencia indígena y sangre derramada durante las sublevaciones.  En el cuartel superior derecho, sobre un fondo naranja, aparece una cruz, un brazo indígena enlazado con el de un fraile, emblema de la conquista y evangelización.  En el cuartel inferior derecho se puede apreciar un paisaje de la Sierra Gorda, un pico y una pala, sobre fondo azul, simbolizando el trabajo, como característica de los pobladores del lugar.  El penacho chichimeca representa el origen indígena de la población.

## Demografía

### Localidades
En el censo de 2020 el municipio de Victoria contaba con 148 localidades.
| Código INEGI      | Localidad         | Población (2020) |
| ----------------- | ----------------- | ---------------- |
| 110430001         | Victoria          | 2 842            |
| 110430108         | Cieneguilla       | 1 412            |
| 110430084         | Tasajillo         | 1 078            |
| 110430048         | Misión de Arnedo  | 1 074            |
| 110430072         | Los Remedios      | 1 002            |
| Otras localidades | Otras localidades | 13 845           |
| Total municipal   | Total municipal   | 21 253           |